# Festival international du film de La Roche-sur-Yon 2017
Le Festival international du film de La Roche-sur-Yon 2017, 8e édition du festival, s'est déroulé du 16 au 22 octobre 2017.

## Déroulement et faits marquants
Cette édition rend hommage au réalisateur Michel Gondry et à l'artiste irlandais David OReilly.
Le 22 octobre 2017, le palmarès est dévoilé : le Grand prix du jury est remporté par Have a Nice Day (好极了) de Liu Jian et le Prix spécial du jury par Call Me by Your Name de Luca Guadagnino; une mention spéciale est remise à Winter Brothers de Hlynur Pálmason,.

## Jury

### Compétition internationale
- Andy Gillet, acteur
- Jean des Forêts, producteur
- Elsa Charbit, directrice du Festival du cinéma de Brive

### Compétition nouvelles vagues
- Alessandro Comodin, réalisateur
- Benjamin Crotty, réalisateur
- Céline Pimentel

## Sélection

### En compétition internationale
- Call Me by Your Name de Luca Guadagnino
- Chien de Samuel Benchetrit
- Gemini de Aaron Katz
- Have a Nice Day (好极了) de Liu Jian
- Paradis (Рай) de Andreï Kontchalovski
- Sollers Point de Matthew Porterfield
- L'Échappée belle (The Leisure Seeker) de Paolo Virzì
- Winter Brothers de Hlynur Pálmason

### En compétition nouvelles vagues
- Flesh and Blood de Mark Webber
- Girls and Honey de Pieter-Jan De Pue
- La vendedora de fósforos de Alejo Moguillansky
- Manifesto de Julian Rosefeldt
- Os Humores Artificiais de Gabriel Abrantes
- Quality Time de Daan Bakker
- Rubber Coated Steel de Lawrence Abu Hamdan
- See a Dog, Hear a Dog de Jesse McLean
- Taste of Cement de Ziad Kalthoum
- The Hollow Coin de Frank Heath
- The Rules for Everything de Kim Hiorthøy

### Séances spéciales
- A Ghost Story de David Lowery
- Bobbi Jene de Elvira Lind
- England is Mine de Mark Gill
- Ex Libris: The New York Public Library de Frederick Wiseman
- If I Think of Germany at Night de Romuald Karmakar
- Les Gardiennes de Xavier Beauvois
- Paris, Texas de Wim Wenders
- SuperGrave de Greg Mottola
- Three Billboards Outside Ebbing, Missouri de Martin McDonagh
- Tropico de cancer de Eugenio Polgovsky

### Variété
- Bad Genius de Nattawut Poonpiriya
- Black Holes de David Nicolas, Laurent Nicolas, Kevos Van Der Meiren
- Kung Fu Yoga (功夫瑜伽) de Stanley Tong
- Lake Bodom de Taneli Mustonen
- Pris au piège (El bar) de Álex de la Iglesia
- Three de Johnnie To

### Perspectives
- Bad Genius de Samir Oliveros
- Battle of the Sexes de Valerie Faris et Jonathan Dayton
- Borg vs. McEnroe de Janus Metz
- Contes de juillet de Guillaume Brac
- Diane a les épaules de Fabien Gorgeart
- Lucky de John Carroll Lynch
- M de Sara Forestier
- The Ballad of Lefty Brown de Jared Moshe
- Tous les rêves du monde de Laurence Ferreira Barbosa

### Ouverture
- La Surface de réparation de Christophe Régin

### Clôture
- Daddy Cool de Maxime Govare

## Palmarès
- Grand prix du jury : Have a Nice Day (好极了) de Liu Jian
- Prix spécial du jury : Call Me by Your Name de Luca Guadagnino
- Mention spéciale : Winter Brothers de Hlynur Pálmason
- Prix Nouvelles Vagues : Taste of Cement de Ziad Kalthoum
- Mention spéciale du jury Nouvelles Vagues : Os Humores Artificiais de Gabriel Abrantes
- Prix du public : Three Billboards : Les Panneaux de la vengeance de Martin McDonagh
- Prix Trajectoires : Borg McEnroe de Janus Metz